# Rafael Brito (futbolista)
Rafael Alexandre de Sousa Gancho de Brito (Almada, Portugal, 19 de enero de 2002) es un futbolista portugués que juega como centrocampista en el Casa Pia A. C. de la Primeira Liga.

## Trayectoria
Nacido en Almada, debutó como profesional con el S. L. Benfica "B" en la victoria por 2-1 ante el G. D. Estoril Praia en la Segunda División de Portugal el 11 de agosto de 2019. Para la temporada 2022-23 fue cedido al C. S. Marítimo, teniendo así la oportunidad de estrenarse en la Primeira Liga.

## Estadísticas

### Clubes
Actualizado al último partido disputado el 2 de noviembre de 2024.
| Club                       | Div.          | Temporada     | Liga  | Liga  | Liga   | Copas nacionales | Copas nacionales | Copas nacionales | Copas internacionales | Copas internacionales | Copas internacionales | Total | Total | Total  |
| Club                       | Div.          | Temporada     | Part. | Goles | Asist. | Part.            | Goles            | Asist.           | Part.                 | Goles                 | Asist.                | Part. | Goles | Asist. |
| -------------------------- | ------------- | ------------- | ----- | ----- | ------ | ---------------- | ---------------- | ---------------- | --------------------- | --------------------- | --------------------- | ----- | ----- | ------ |
| S. L. Benfica "B" Portugal | 2.ª           | 2019-20       | 14    | 0     | 0      | —                | —                | —                | —                     | —                     | —                     | 14    | 0     | 0      |
| S. L. Benfica "B" Portugal | 2.ª           | 2020-21       | 22    | 0     | 0      | —                | —                | —                | —                     | —                     | —                     | 22    | 0     | 0      |
| S. L. Benfica "B" Portugal | 2.ª           | 2021-22       | 27    | 0     | 0      | —                | —                | —                | —                     | —                     | —                     | 27    | 0     | 0      |
| S. L. Benfica "B" Portugal | Total club    | Total club    | 63    | 0     | 0      | 0                | 0                | 0                | 0                     | 0                     | 0                     | 63    | 0     | 0      |
| C. S. Marítimo Portugal    | 1.ª           | 2022-23       | 13    | 0     | 0      | 4                | 0                | 0                | —                     | —                     | —                     | 17    | 0     | 0      |
| C. S. Marítimo Portugal    | Total club    | Total club    | 13    | 0     | 0      | 4                | 0                | 0                | 0                     | 0                     | 0                     | 17    | 0     | 0      |
| Casa Pia A. C. Portugal    | 1.ª           | 2023-24       | 9     | 0     | 2      | —                | —                | —                | —                     | —                     | —                     | 9     | 0     | 2      |
| Casa Pia A. C. Portugal    | 1.ª           | 2024-25       | 7     | 0     | 0      | 1                | 0                | 0                | —                     | —                     | —                     | 8     | 0     | 0      |
| Casa Pia A. C. Portugal    | Total club    | Total club    | 16    | 0     | 2      | 1                | 0                | 0                | 0                     | 0                     | 0                     | 17    | 0     | 2      |
| Total carrera              | Total carrera | Total carrera | 92    | 0     | 2      | 5                | 0                | 0                | 0                     | 0                     | 0                     | 97    | 0     | 2      |